# Immed IV van Hamaland
Immed IV van Hamaland  (ook bekend als Immed van Kleef) (ca. 950 - rond 995) was de eerste echtgenoot van de na zijn dood zeer bekend geworden Adela van Hamaland.
Er is slechts weinig over hem bekend. Volgens sommigen zou hij de oudste zoon zijn van graaf Immed III (overleden in 953) van het geslacht van de Immedingen en diens vrouw Gisela (Keila).
In de vita Meinwerci wordt hij graaf uit Renkum en edelman uit het bisdom Utrecht genoemd.

## Echtgenoten en kinderen
Uit zijn huwelijk met Adela van Hamaland kwamen de volgende kinderen voort:
- Diederik van Hamaland
- Meinwerk, bisschop van Paderborn, geboren vóór 979
- Azela, kanonikes te Elten
- Glismod, echtgenote van Adalbert van Oostenrijk
- Emma, gehuwd met de Billunger graaf Liudger (†1011) en bekend als weldoenster van de kerk te Bremen[2]